# Julie Haydon
Julie Haydon, nata Donella Donaldson (Oak Park, 10 giugno 1910 – La Crosse, 24 dicembre 1994), è stata un'attrice statunitense.

## Filmografia parziale
- Melodie della vita (Symphony of Six Million), regia di Gregory La Cava (1932)
- I conquistatori (The Conquerors), regia di William Wellman (1932)
- Son of the Border, regia di Lloyd Nosler (1933)
- Golden Harvest, regia di Ralph Murphy (1933)
- Their Big Moment, regia di James Cruze (1934)
- The Age of Innocence, regia di Philip Moeller (1934)
- When Strangers Meet, regia di Christy Cabanne (1934)
- The Scoundrel, regia di Ben Hecht e Charles MacArthur (1935)
- A Son Comes Home, regia di E.A. Dupont (1936)
- The Longest Night, regia di Errol Taggart (1936)
- Un affare di famiglia (A Family Affair), regia di George B. Seitz (1937)